# ファロン海軍航空基地
ファロン海軍航空基地（ファロンかいぐんこうくうきち、英語: Naval Air Station Fallon）は、アメリカ合衆国ネバダ州のファロンに位置する、アメリカ海軍の基地である。アメリカ海軍航空戦開発センターが所在している。

## 所在部隊
ファロン海軍航空基地には、以下の部隊が所在している。
海軍予備役航空隊司令官(CNAFR)隷下
- 戦術支援航空団（英語版）
  - 第13混成戦闘飛行隊（英語版） - F-16C[3]

アメリカ海軍航空戦開発センター